# Edition Thanhäuser
Die Edition Thanhäuser ist ein österreichischer Verlag mit einem Schwerpunkt auf Lyrik, Kurzprosa und Essays, welcher 1989 auf Anregung von H. C. Artmann von Christian Thanhäuser in Ottensheim gegründet wurde. Pro Jahr entstehen zwei bis drei von Christian Thanhäuser mit Holzschnitten oder Federzeichnungen illustrierte Bücher.

## Verlagsprogramm
Zu den bisher verlegten Autorinnen und Autoren zählen unter anderem: Krystyna Dąbrowska, Esther Kinsky, László Márton, Jaroslav Rudiš, Zsuzsanna Gahse, Bodo Hell, Tanja Maljartschuk, Rosa Pock, Liliana Corobca, Wolfgang Kubin, Fiston Mwanza Mujila, Ludwig Hartinger, Arian Leka, Aleš Šteger, Jurij Andruchowytsch, Nazar Hončar, Aleš Debeljak, Eugenijus Ališanka, Otto Brusatti, Christian Steinbacher, Yoko Tawada, Bora Ćosić, František Listopad, Slavko Grum, Humberto Ak’abal, Ludvík Kundera, Ruth Weiss, Srečko Kosovel, Róža Domašcyna, Drago Jančar, H. C. Artmann.

## Buchwerkstatt

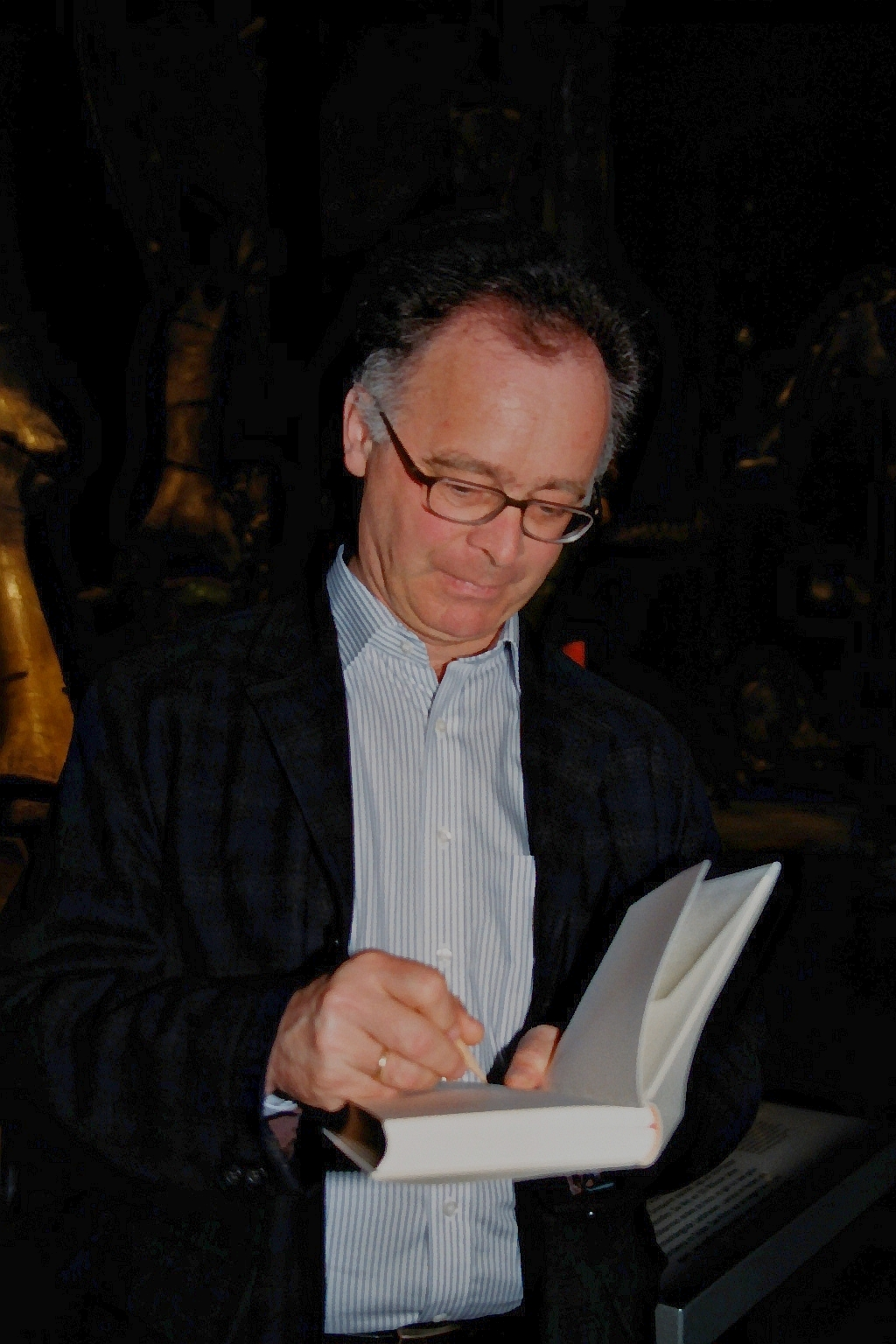
Christian Thanhäuser signiert 2010 ein Exemplar des von ihm illustrierten ersten Bandes der deutschsprachigen Gesamtausgabe von Jean-Henri Fabres Erinnerungen eines Insektenforschers.

Die Edition Thanhäuser verfügt über eine eigene Handsatz- und Andruckpressen-Werkstatt. In den Anfangsjahren des Verlages wurde die Mehrzahl der Bücher zur Gänze darin gesetzt, gedruckt und gebunden. Heute werden die Bücher, von einigen Sonderdrucken abgesehen, in Kooperation mit der Druckerei Plöchl in Freistadt/Österreich produziert, wo diese gedruckt und auf einer alten Fadenheftmaschine gebunden werden. Die Gutenbergische Technik des Handsatzes wird jedoch nach wie vor in der eigenen Werkstatt für die Buchumschläge verwendet, sie werden bei Plöchl auf einem Heidelberger Cylinder gedruckt.

## Auszeichnungen
- 1997 V. O. Stomps-Preis der Stadt Mainz.
- 1999 Auszeichnung für die schönsten Bücher und Schutzumschläge Österreichs.
- 2009 Preis der Stadt Münster für Europäische Poesie für den RanitzDruck mit Caius Dobrescu und Gerhardt Csejka.
- 2011 Großer Kulturpreis für Kunst im interkulturellen Dialog des Landes Oberösterreich.